# Norte

Rosa de los vientos donde se muestra el norte en la parte vertical más alta.

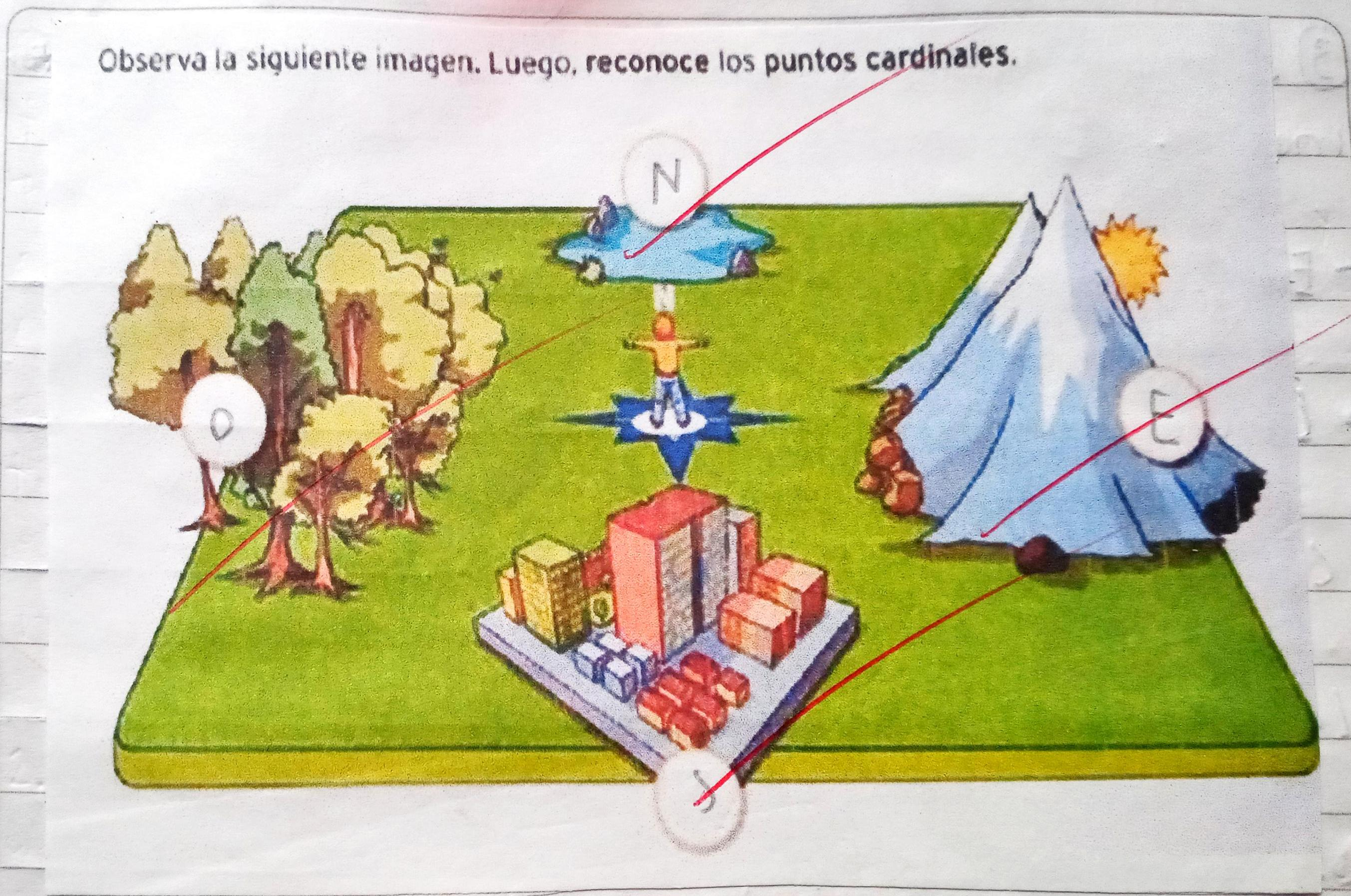
Sociales, un mapa gráfico para entender el Norte, el Sur, el Oeste y el Este

El norte o septentrión (también llamado boreal) es el punto cardinal que indica, sobre un meridiano, la dirección al polo norte geográfico. En el hemisferio norte, se corresponde con el punto del horizonte cuya perpendicular pasa por la estrella polar. A la ubicación o a la dirección norte se les llama septentrional o boreal.
El Norte geográfico o verdadero es el que marca el eje imaginario sobre el que gira la Tierra. Se puede encontrar buscando la Estrella Polar. El Norte magnético es el que indica las brújulas, condicionado por la atracción magnética del interior de la Tierra, que fluctúa. Véase Polo norte magnético.

## Etimología de norte y términos relacionados

### Etimología denorte
Norte proviene del vocablo norð, del gótico antiguo, y este del protogermánico *nurtha- que a su vez deriva del protoindoeuropeo *ner-, que significa "izquierda" (la misma raíz aparece en el latín sinistra 'izquierda', de donde deriva la expresión "a diestro y siniestro"), puesto que el Norte está a la izquierda cuando uno se pone frente al sol por la mañana (orto solar).

### Etimología deseptentrión
Septentrión deriva etimológicamente del latín septentrĭo, -ōnis, (septem, siete y trio, -ōnis, buey). Los romanos llamaban Septentrium "siete bueyes" a las siete estrellas que conforman la constelación popularmente conocida como "El Carro", que es, supuestamente, la cola y las patas de la Osa Mayor. Lo denominaban así por una creencia antigua que les hacía pensar que siete bueyes tiraban permanentemente de la esfera celeste, haciéndola girar sobre el que pasa por la estrella polar. La palabra no ha variado durante este tiempo, y derivó a "septentrional" y "septentrión" con el significado de "norteño" o "procedente del Norte". Esta palabra se usa en general para referirse al norte y en particular para la Osa Mayor, el polo norte y también a cierto viento procedente del Norte.

### Etimología deboreal
Boreal deriva del latín boreālis, que es relativo a borĕas (como en "aurora boreal"). La forma borĕas a su vez es un préstamo tomado del griego βορέας Boréas era el nombre del dios del "viento del norte", este nombre no tiene un origen bien conocido aunque ha sido relacionado con algunas raíces baltoeslavas para 'montaña' o 'bosque'.[cita requerida]

## Orientación
La localización del norte geográfico fue muy importante en la orientación de navegantes y viajeros, ya que ha servido históricamente como origen para determinar el resto de los puntos cardinales. Algunos de los métodos investigados pueden encontrarse recopilados en diferentes autores clásicos de lengua castellana. Los sistemas de orientación y localización mediante GPS han dejado prácticamente obsoletos los métodos anteriores, salvo en las circunstancias en que no esté disponible.

### Cartografía
En los mapas modernos, el norte se ubica convencionalmente en la parte superior. En estos casos suele decirse que una región o parte de un país son septentrionales cuando se encuentran en la parte superior de los mapas. Por ejemplo: América del Norte en contraposición con América del Sur; Corea del Norte y Corea del Sur.

### Brújula: el norte magnético
Orientarse buscando el Norte mediante una brújula es un método poco preciso, ya que el norte magnético no coincide exactamente con el polo norte geográfico. Hacia el norte magnético se orienta la aguja imantada de la brújula, que suele tener un color rojo o azulado para indicar el Norte.
En 1831 John Ross lo ubicó en la isla del Rey Guillermo. Se desplaza unos 15 km por año y actualmente (2000) se sitúa en el Ártico a una latitud de 80°N. 
Periódicamente, en ciclos de miles de años, el Norte magnético se sitúa hacia el sur geográfico, y se produce así lo que los geógrafos denominan una reversión geomagnética.
El norte magnético tiene interés por ser la dirección indicada como norte en una brújula magnética que funciona correctamente (pero sin corregir). La diferencia entre éste y el norte verdadero se llama declinación magnética, o simplemente, declinación, cuando el contexto es claro. Para muchos propósitos y circunstancias físicas, el error de dirección que resulta de ignorar la distinción es tolerable; en otros, una compensación mental o instrumental, basada en el conocimiento asumido de la declinación aplicable, puede resolver todos sus problemas. Pero las generalizaciones simples sobre el tema deben tratarse como poco sólidas y como susceptibles de reflejar ideas erróneas populares sobre el magnetismo terrestre.
Los mapas destinados a utilizarse en la orientación con la brújula indicarán claramente la declinación local para una fácil corrección hacia el verdadero norte. Los mapas también pueden indicar el norte de la cuadrícula, que es un término de navegación que se refiere a la dirección hacia el norte a lo largo de las líneas de cuadrícula de una proyección cartográfica.

### Métodos nocturnos de detectar el norte
Existen dos situaciones, según el hemisferio donde se encuentre el observador:
- Hemisferio norte: mediante la estrella polar, que coincide aproximadamente con el polo norte en la constelación de la Osa Menor.
- Hemisferio sur: en realidad se determina el sur, ya que el polo norte se encuentra en este hemisferio oculto bajo el horizonte. Se determina prolongando 3.5 veces el eje mayor de la constelación de la Cruz del Sur, también conocida como Crux.

Este método nocturno era el más empleado por los marineros que trazaban rutas en los siglos XVI y XVII, ya que con un instrumento adecuado, astrolabio o un goniómetro, era posible determinar además la latitud del lugar. Ambos datos muy necesarios para el cálculo y determinación de rutas de navegación, Sin embargo, los que navegaban por el Atlántico, a medida que se acercaban al ecuador, iban viendo cómo la estrella polar se acercaba cada vez más al horizonte, hasta que se ocultaba por debajo del mar, lo que causaba una desorientación total a los pilotos de los barcos, por lo que se suele decir a la gente que se desorienta o que pierde el control que "ha perdido el Norte". No es de extrañar que "tener el Norte" sea sinónimo de estar bien orientado, y "estar desnorteado" signifique "estar desorientado" o "confuso".

### Mediodía
En gnomónica es posible conocer el norte, ya que cualquier objeto vertical (aplomadado) tiene su sombra a lo largo del eje norte-sur a mediodía. Basta con determinar el instante en el que se produce para poder trazar esta dirección. El mediodía se puede saber por ser el instante del día en el que el Sol más se eleva aparentemente sobre el horizonte, y por lo tanto es el instante en el que las sombras son más cortas. Basta con averiguar ese instante durante el día para poder saber el eje norte-sur.

### Mediante los ortos heliacos
Se sitúa, de manera muy aproximada, frente a un observador que con su brazo derecho señale al punto por donde sale el Sol (orto heliaco). Este método es muy poco preciso, ya que solo coincide con el norte dos días al año; el resto de los días difiere el orto hasta casi 30 grados. Además, el orto heliaco es un método con gran error, debido a la refracción atmosférica.

## Funciones del norte como dirección principal

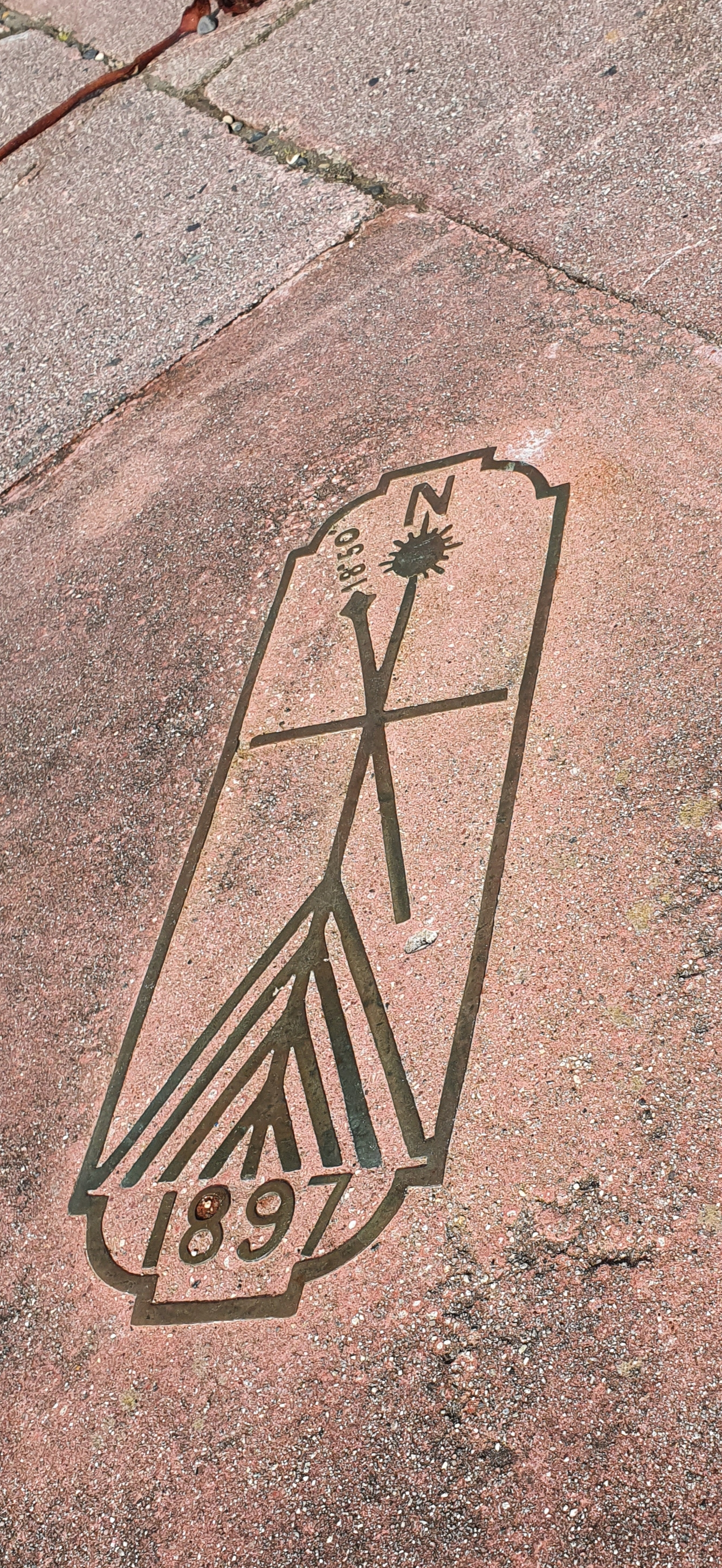
Placa conmemorativa de 1897 en el suelo del paseo marítimo de Penzance, Cornualles, Reino Unido que muestra el norte.

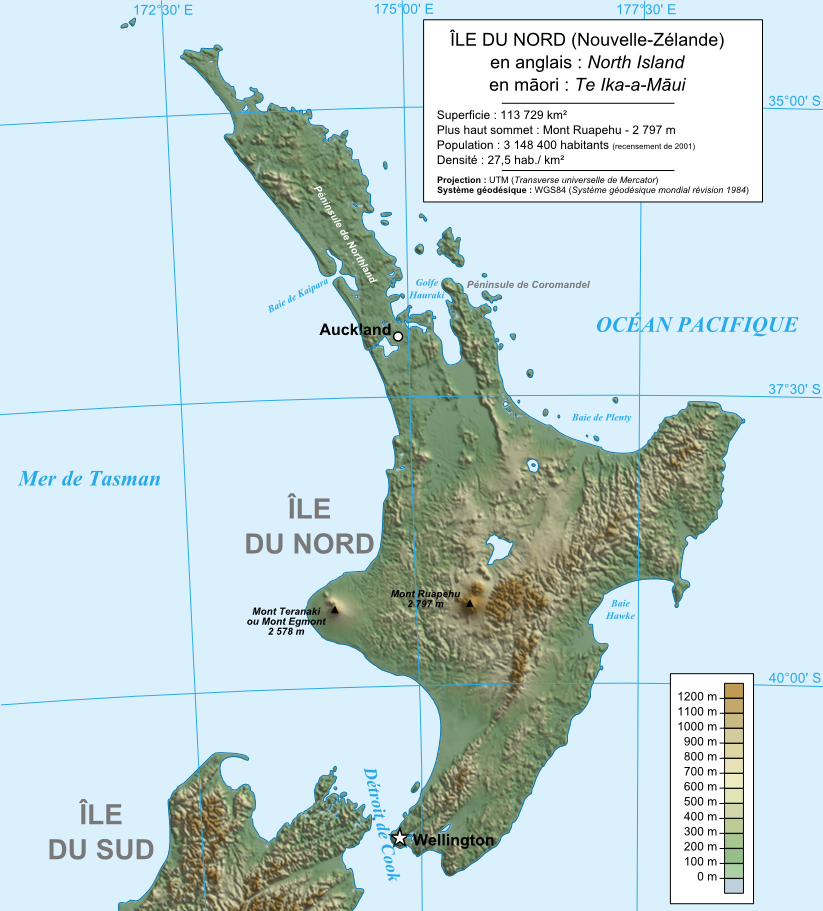
La Isla Norte es una de las dos islas principales de Nueva Zelanda, en el hemisferio sur. Su nombre en maorí es Te Ika ā Maui.

La rotación visible del cielo nocturno en torno al polo celeste visible proporciona una vívida metáfora de esa dirección correspondiente a "arriba". Así, la elección del norte como correspondiente a "arriba" en el hemisferio norte, o del sur en ese papel en el sur, es, antes de la comunicación mundial, cualquier cosa menos arbitraria - al menos para los astrónomos nocturnos. (Nota: el hemisferio sur carece de un análogo visible prominente a la estrella polar del norte). Por el contrario, las culturas china e islámica consideraban que el sur era el extremo "superior" adecuado para los mapas[8]. En las culturas de la Polinesia, donde la navegación desempeñaba un papel importante, los vientos -prevalentes locales o ancestrales- pueden definir los puntos cardinales.
En la cultura occidental:
- Los mapas suelen dibujarse para su visualización con el norte verdadero o el norte magnético en la parte superior.
- Los globos terráqueos tienen el Polo Norte en la parte superior, o si el eje de la Tierra se representa inclinado respecto a la vertical (normalmente por el ángulo que tiene respecto al eje de la órbita terrestre), en la mitad superior.
- Los mapas suelen estar etiquetados para indicar qué dirección en el mapa corresponde a una dirección en la Tierra,
  - normalmente con una sola flecha orientada hacia la representación del norte verdadero en el mapa,
  - ocasionalmente con una sola flecha orientada a la representación del norte magnético en el mapa, o con dos flechas orientadas al norte verdadero y al magnético respectivamente,
  - ocasionalmente con una rosa de los vientos, pero si es así, normalmente en un mapa con el norte en la parte superior y normalmente con el norte decorado de forma más prominente que cualquier otro punto de la brújula.
- "Arriba" es una metáfora del norte. La noción de que el norte debe estar siempre "arriba" y el este a la derecha fue establecida por el astrónomo griego Ptolomeo [cita requerida] El historiador Daniel Boorstin sugiere que tal vez esto se debió a que los lugares más conocidos de su mundo se encontraban en el hemisferio norte, y en un mapa plano eran más convenientes para el estudio si estaban en la esquina superior derecha.[9]

## Papel del este y el oeste como direcciones inherentemente subsidiarias
Aunque la elección del norte sobre el sur como dirección principal refleja factores históricos bastante arbitrarios, el este y el oeste no son alternativas tan naturales como podría parecer a primera vista. Sus definiciones populares son, respectivamente, "por donde sale el sol" y "por donde se pone". Sin embargo, excepto en el Ecuador, estas definiciones, tomadas en conjunto, implicarían que
- el este y el oeste no estarían separados por 180 grados, sino que diferirían hasta el doble de los grados de latitud del lugar en cuestión, y
- cada uno de ellos se movería ligeramente de un día a otro y, en las zonas templadas, notablemente a lo largo del año.

Una astronomía popular razonablemente precisa, como la que se suele atribuir a los pueblos de la Edad de Piedra o a los celtas posteriores, llegaría al este y al oeste anotando las direcciones de la salida y la puesta (preferiblemente más de una vez cada una) y eligiendo como dirección principal una de las dos direcciones mutuamente opuestas que se encuentran a medio camino entre ambas. Las verdaderas definiciones folclóricas de este y oeste son "las direcciones, un ángulo recto desde la dirección principal, que están más cerca de la salida y la puesta, respectivamente, del sol (o la luna)".

## El Norte en la cultura y la literatura
El término "Norte" ha sido utilizado en la cultura y la literatura para designar no solo un espacio geográfico, sino también un concepto simbólico que articula identidad, alteridad y significado. A continuación, se exploran algunas de las principales perspectivas sobre su uso en diferentes contextos literarios y culturales.

### El Norte como identidad regional
En la literatura mexicana, el Norte ha sido tradicionalmente asociado con características como el desierto, la frontera, la migración y el narcotráfico. Estas temáticas han sido utilizadas para construir una narrativa que refleja las tensiones entre lo local y lo global, así como entre lo marginal y lo central. Este espacio ha sido descrito como un "laboratorio de la postmodernidad", donde fenómenos como la desigualdad cultural, la ausencia del Estado y el impacto del mercado se manifiestan de manera exacerbada. La literatura del Norte en México busca resignificar este espacio, dotándolo de autonomía literaria mediante estrategias que consolidan su actividad cultural dentro del ámbito social. 

### El Norte en la literatura alemana
En el contexto de la literatura en lengua alemana, el Norte ha sido interpretado a través de un "giro topográfico" que enfatiza su representación como un concepto espacial y cultural. Históricamente, el Norte fue considerado un símbolo de barbarie y salvajismo durante el siglo XVIII; sin embargo, con el Romanticismo, adquirió una connotación positiva al ser visto como un ideal perdido de pureza natural y fuerza. Este proceso de idealización influyó significativamente en la construcción de identidades culturales dentro de las filologías escandinavas y germanas.

### El Norte como metáfora cultural
En América Latina, el concepto de "nortenidad" se vincula profundamente con el paisaje y la geografía. En regiones como el norte chileno, los nombres de lugares evocan no solo una ubicación física, sino también una memoria colectiva que conecta al ser humano con su entorno. Este vínculo entre territorio y palabra refleja cómo los habitantes perciben su mundo a través de una lente cultural específica.